# Hermann Eduard von Holst

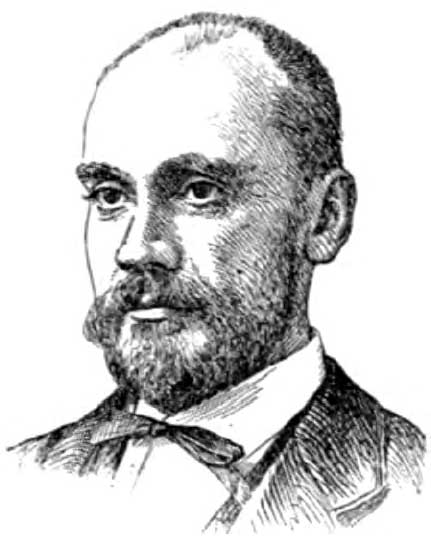
Hermann Eduard von Holst

 Hermann Eduard von Holst (* 7. Junijul. / 19. Juni 1841greg. in Fellin, Gouvernement Livland; † 20. Januar 1904 in Freiburg im Breisgau, Baden) war ein deutscher Historiker sowie Professor der Neueren Geschichte in Freiburg und in Chicago.

## Leben

### Herkunft und Familie
Hermann Eduard von Holst entstammte einer Pastorenfamilie (16. Jahrhundert) aus Basedow bei Malchin (Landkreis Demmin, Mecklenburg) und war der Sohn des Valentin von Holst (1808–1860), Pfarrer in Fellin, und der Marie Lenz (1812–1886).
Holst heiratete am 23. April 1872 Isabelle Hatt (* 27. April 1848; † 5. Februar 1917 in Freiburg im Breisgau). Ihre Kinder waren die Tochter Mary (* 1873) und der Architekt Hermann Valentin von Holst (* 1874).
Er ist ein Verwandter des Biologen und Verhaltensforschers Erich von Holst (1908–1962).

### Werdegang
Holst studierte an den Universitäten Dorpat und Heidelberg Geschichte und unternahm, nachdem er 1865 in Heidelberg promoviert hatte, mehrere Studienreisen nach Frankreich, Italien, Algerien etc.
Da seine 1867 erschienene Broschüre „Das Attentat vom 16. April (1866) in seiner Bedeutung für die kulturgeschichtliche Entwickelung Rußlands“ in Sankt Petersburg als politisches Verbrechen angesehen wurde und seine Karriere dort unmöglich machte, entschloss sich Holst im Sommer 1867 zur Auswanderung in die Vereinigten Staaten. Dort begann er systematische Studien über die Geschichte und die politischen und sozialen Zustände der Union, war als Korrespondent der „Kölnischen Zeitung“ publizistisch tätig und war zweiter Redakteur des „Deutsch-amerikanischen Konversations-Lexikons“.
1872 wurde er als außerordentlicher Professor der Geschichte an die Universität Straßburg, 1874 als ordentlicher Professor der Neueren Geschichte an die Universität Freiburg i. Br. berufen. 1876 unternahm er mit Unterstützung der badischen Regierung eine Studienreise nach London, 1878 bis 1879 mit einem Reisestipendium der Preußischen Akademie der Wissenschaften eine solche in die USA, wo er Professor an der University of Chicago war. Er war großherzoglich badischer Geheimrat und von 1881 bis 1892 vom Großherzog ernanntes Mitglied der Ersten Kammer der Badischen Ständeversammlung. Von 1889 bis 1892 saß er der badischen Ersten Kammer als zweiter Vizepräsident vor. 1894 wurde er in die American Academy of Arts and Sciences gewählt. Zudem war er Mitglied der Badischen Historischen Kommission.

## Werke
Außer einer Schrift über Ludwig XIV. von Frankreich und zahlreichen Aufsätzen in den „Preußischen Jahrbüchern“ schrieb er „Verfassung und Demokratie der Vereinigten Staaten von Nordamerika“ (Band 1: Staatensouveränität und Sklaverei, Düsseldorf 1873; Band 2–4: Verfassungsgeschichte seit der Administration Jacksons, Düsseldorf 1878–1884), ein auf gründlichen Studien beruhendes, unparteiisches und ganz neue Gesichtspunkte verfolgendes Geschichtswerk, dessen Stil und äußere Form nur etwas schwerfällig sind, das aber auch eine englische Übersetzung (Chicago 1877–1882) gefunden hat. Im „Handbuch des öffentlichen Rechts“ von Joachim Marquardt (1812–1882) bearbeitete er das „Staatsrecht der Vereinigten Staaten“ (Freiburg 1885).